# Храмцовская
Храмцовская — посёлок в Белоярском районе Свердловской области России. Входит в Белоярский муниципальный округ. Станция Свердловской железной дороги.
Ранее посёлок входил в состав Совхозного сельсовета Белоярского района.

## География
Посёлок Храмцовская расположен рядом с посёлком Совхозный, в 22 километрах на юг от посёлка Белоярского. Через посёлок проходит железнодорожная ветка Екатеринбург — Каменск-Уральский — Курган. Здесь расположена станция Храмцовская Свердловской железной дороги.

### Часовой пояс
Храмцовская, как и вся Свердловская область, находится в часовой зоне МСК+2. Смещение применяемого времени относительно UTC составляет +5:00.

## Население
| 2002 | 2010 | 2021 |
| ---- | ---- | ---- |
| 155  | ↘59  | ↘43  |

## Инфраструктура
В посёлке три улицы: Дачная, Луговая и Станционная.